# 10942 Natashamaniar
10942 Natashamaniar este o planetă minoră (asteroid), cu un diametru de 8,304 km, din centura de asteroizi. A fost descoperită pe 10 februarie 1999 la Magdalena Ridge Observatory⁠(d) de Lincoln Near-Earth Asteroid Research. 
Obiectul prezintă o orbită caracterizată de o semiaxă mare de 2,5859023 UAi, o excentricitate de 0,2, o înclinație de 10,29966 ° în raport cu ecliptica.